# Geandry Garzón
Geandry Garzón Caballero (ur. 5 listopada 1983) – kubański zapaśnik w stylu wolnym. Dwukrotny olimpijczyk. Zajął piąte miejsce w Pekinie 2008 w wadze do 66 kg, dziewiąte w Tokio 2020 w kategorii 74 kg, a w Paryżu 2024 w tej samej wadze nie przystąpił do walk w repasażach z powodu kontuzji.
Cztery medale na mistrzostwach świata, srebro w 2007. Złoto na igrzyskach panamerykańskich w 2007 i brąz w 2019. Pięć razy najlepszy na mistrzostwach panamerykańskich (2005, 2007-10). Triumfator igrzysk Ameryki Środkowej i Karaibów w 2006. Pierwszy w Pucharze Świata w 2011 i drugi w 2006 i drugi w drużynie w 2008. Mistrz świata juniorów z 2003 roku.